# Manoel Ribas
Manoel Ribas es un municipio brasileño del estado de Paraná. Posee un área de 571 km² representando 0,2867 % del estado, 0,1014 % de la región y 0,0067 % de todo el territorio brasileño. Se localiza a una latitud 24°30'57" sur y a una longitud 51°40'04" oeste, estando a una altitud de 880 m. Su población estimada en 2005 era de 13.639 habitantes.

## Demografía
Datos del Censo - 2000
Población Total: 13.066
- Urbana: 6.540
- Rural: 6.526

- Hombres: 6.576
- Mujeres: 6.490

Densidad demográfica (hab./km²): 
Mortalidad infantil hasta 1 año (por mil): 
Expectativa de vida (años): 
Tasa de fertilidad (hijos por mujer): 
Tasa de Alfabetización: 
Índice de Desarrollo Humano (IDH-M): 0,729
- IDH-M Salario: 0,623
- IDH-M Longevidad: 0,736
- IDH-M Educación: 0,828